# Brown-eyed soul
La brown-eyed soul — aussi appelé chicano soul, hispanic soul, ou latino soul — est un genre de soul et rhythm and blues joué aux États-Unis principalement par des Latinos hispaniques et des Chicanos en Californie du Sud, à East Los Angeles et à San Antonio (Texas) au cours des années 1960 et jusqu'au début des années 1980. La tendance des Latinos commence avec le rock 'n' roll et les musiciens latinos de rock,. La « brown-eyed soul » s'oppose à la « blue-eyed soul », musique soul interprétée par des artistes blancs non hispaniques.

## Histoire
Selon le critique Ruben Molina, les racines de la soul chicano proviennent du jazz, du blues, du doo-wop, du jump blues, du latin jazz, du rock, de la ranchera, du norteño et du conjunto des années 1950 dans les communautés latinos de la côte ouest du Texas. Les artistes latinos s'inspirent des succès RnB afro-américains et, par conséquent, la soul latino est née de la soul afro-américaine ; la soul et le RnB latinos sont davantage influencés par la musique afro-latino-américaine, y compris, mais sans s'y limiter, la musique d'origine afro-espagnole et caribéenne. Les premiers artistes ne devaient pas grand-chose à la musique latino traditionnelle et se produisaient rarement en espagnol.
Le chanteur de rock hispanique Ritchie Valens devient également l'un des premiers artistes à associer la musique traditionnelle au rock 'n' roll. Valens enregistre Donna, La Bamba, Come On, Let's Go, et Donna atteint la deuxième place du classement pop de Billboard en 1959.
Dans les années 1960 et 1970, des groupes tels que Cannibal and the Headhunters (Land of a Thousand Dances) et Thee Midniters jouaient du RnB avec une touche de rock 'n' roll rebel. Sunny and the Sunliners étaient populaires dans les années 1960.
Cependant, l'importante population latino de la côte ouest commence à s'éloigner progressivement du RnB énergique pour se tourner vers la soul romantique, ce qui donne lieu à « certaines des musiques soul les plus soft entendues à la fin des années '60 et dans les années '70 ». Les groupes latinos de la côte ouest et du Texas se sont également inspirés de la soul de Philadelphie (« Philly » soul), influencée par le doo-wop. La scène rock latino de la côte ouest continue à influencer d'autres musiciens soul latinos. Tierra obtient le succès Together dans le top 40. 